# Yaxún
Yaxún es un yacimiento arqueológico de la cultura maya ubicado entre el río Lacantún y el río Usumacinta en el municipio de Benemérito de las Américas del estado de Chiapas, México. Yaxún fue un sitio menor de la zona baja de la región de la Cuenca del Usumacinta que se desarrolló en el periodo clásico tardío, fungió como un centro ceremonial y habitacional aledaño a otros sitios mayas de la región como Primera Sección de Benemérito de las Américas y El Palma.
Yaxún consta de una acrópolis con una plaza rodeada por varias estructuras ceremoniales unidas a un patio, una cancha de juego de pelota y conjuntos habitacionales. En el sitio se han encontrado numerosos restos de cerámicas e incensarios. 

## Historia
En 1964 el arqueólogo William R. Bullard registra por primera vez la existencia del sitio en las inmediaciones de la Laguna Oaxaca como parte de una expedición realizada en el río Usumacinta, realizando un croquis de la zona y describiendo la presencia de algunas estructuras. También documentó un altar ceremonial denominado Altar 1 de Yaxún sobre un patio.
Actualmente el sitio se encuentra en ruinas y cubierto en vegetación dentro de un ejido mientras que el Altar 1 de Yaxún se encuentra en la comunidad de Benemérito de las Américas. Estudios topográficos recientes confirman la presencia de montículos al norte del sitio.